# Amietophrynus xeros
Amietophrynus xeros là một loài cóc thuộc họ Bufonidae.
Loài này có ở Algérie, Cameroon, Tchad, Djibouti, Eritrea, Ethiopia, Gambia, Guinée, Kenya, Libya, Mali, Mauritanie, Niger, Sénégal, Somalia, Sudan, Tanzania, Uganda, Tây Sahara, có thể có ở Angola, Bénin, Burkina Faso, Cộng hòa Trung Phi, Cộng hòa Dân chủ Congo, Guiné-Bissau và Nigeria.
Môi trường sống tự nhiên của chúng là xavan khô, vùng cây bụi khô khu vực nhiệt đới hoặc cận nhiệt đới, đồng cỏ khô nhiệt đới hoặc cận nhiệt đới vùng đất thấp, sông có nước theo mùa, đầm nước ngọt có nước theo mùa, suối nước ngọt, sa mạc nóng, và đất canh tác.
Chúng hiện đang bị đe dọa vì mất nơi sống.